# 210 v.Chr.

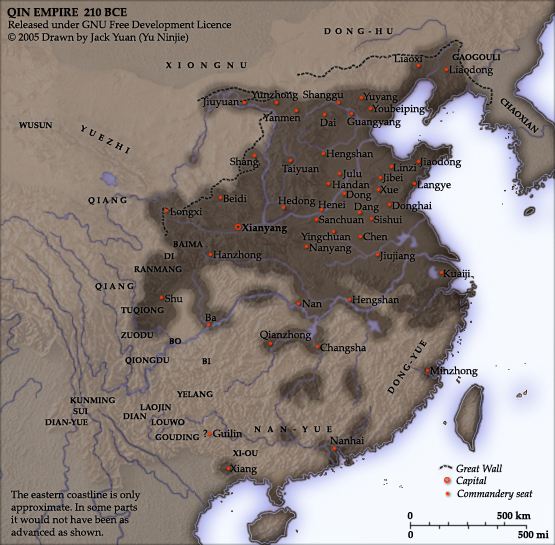
China en de Qin-dynastie

Het jaar 210 v.Chr. is een jaartal in de 3e eeuw v.Chr. volgens de christelijke jaartelling.

## Gebeurtenissen

### Italië
- In Rome worden Marcus Valerius Laevinus en Marcus Claudius Marcellus I benoemd tot consul van het Imperium Romanum.
- Tweede slag om Herdonia: Hannibal Barkas vernietigt in Apulië het Romeinse leger, bij de belegerde stad Herdonia (huidige Foggia).
- Slag bij Numistro: Hannibal voert in Lucanië een verbeten veldslag tegen de Romeinen, maar moet zich terugtrekken.

### Carthago
- Publius Cornelius Scipio Africanus landt met twee Romeinse legioenen (± 10.000 man) op het Iberisch Schiereiland bij Emporiæ en onderneemt langs de Spaanse kust een veldtocht tegen de Carthagers.

### China
- Qin Shi Huangdi overlijdt tijdens zijn vijfde inspectietocht door het Chinese Keizerrijk, vermoedelijk door kwikpillen die hem onsterfelijk zouden maken. Kroonprins Fu Su volgt zijn vader op.
- Eerste Minister Li Si en Zhao Gao smeden een complot om Fu Su en generaal Meng Tian (de architect van de Chinese Muur) tot zelfmoord te laten dwingen.
- Keizer Er Shi Huangdi (210 - 207 v.Chr.) bestijgt de troon van de Qin-dynastie.

## Geboren
- Han Huidi (~210 v.Chr. - ~188 v.Chr.), keizer van het Chinese Keizerrijk
- Ptolemaeus V Epiphanes (~210 v.Chr. - ~180 v.Chr.), farao van Egypte

## Overleden
- Qin Shi Huangdi (~259 v.Chr. - ~210 v.Chr.), stichter van de Qin-dynastie en eerste keizer van het Chinese Keizerrijk (49)
- Tiberius Sempronius Longus, Romeins consul en generaal